# Хосе Марія Саррага
Хосе Марія Саррага (ісп. José María Zárraga, нар. 15 серпня 1930, Гечо — пом. 3 квітня 2012, Мадрид) — іспанський футболіст, півзахисник.
Насамперед відомий виступами за клуб «Реал Мадрид».

## Ігрова кар'єра
Народився 15 серпня 1930 року в місті Гечо. Вихованець юнацьких команд футбольних клубів «Лос-Есколапінос», «Ассйон Католіка де Лас-Аренас» та «Універсідад де Деусто».
У дорослому футболі дебютував 1948 року виступами за «Аренас» з рідного міста.
Протягом 1949-1951 років захищав кольори команди «Плюс Ультра» — фарм клубу мадридського «Реала».
1951 року був включений до основи клубу «Реал Мадрид», за який відіграв 11 сезонів. За цей час шість разів виборював титул чемпіона Іспанії, ставав п'ятиразовим володарем Кубка чемпіонів УЄФА, володарем Міжконтинентального кубка, володарем Кубка Іспанії.
Завершив професійну кар'єру футболіста виступами за команду «Реал» у 1962 році
Помер 3 квітня 2012 року у Мадриді, на 82 році життя.

## Збірна
За збірну дебютував 1955 року в товариському матчі проти збірної Англії. Всього за збірну протягом чотирьох років провів вісім матчів, в останньому з яких був капітаном збірної 

## Титули і досягнення
- Чемпіон Іспанії (6):

«Реал Мадрид»: 1953-1954, 1954-1955, 1956-1957, 1957-1958, 1960-1961, 1961-1962
- Володар Кубка європейських чемпіонів (5):

«Реал Мадрид»: 1955-1956, 1956-1957, 1957-1958, 1958-1959, 1959-1960
- Володар Латинського кубка (1):

«Реал»: 1955
- Володар Міжконтинентального кубка (1):

«Реал Мадрид»: 1960
- Володар Кубка Іспанії з футболу (1):

«Реал Мадрид»: 1961-62